# Hiller VZ-1 Pawnee
Le Hiller VZ-1 Pawnee (désignation précédente de l'US Army : HO-1) était un concept de plateforme ADAV à aile annulaire de type « coléoptère », conçu aux États-Unis au début des années 1950. L'appareil faisait appel à deux soufflantes carénées contrarotatives pour produire une portance verticale soulevant une plateforme sur laquelle était installé un soldat, qui contrôlait les mouvements de l'appareil en faisant bouger son centre de gravité (on parle parfois de plateforme « kinesthésiquement pilotée »).
La plateforme fut développée à partir du 17 septembre 1953, dans le cadre d'un contrat de l'Office of Naval Research (ONR) passé avec la compagnie Hiller Aircraft, et commença a réaliser des vols réussis dès 1955.

## Conception et développement
Le concept original avait été développé par Charles H. Zimmerman (en), à la fin des années 1940, puis le développement fut repris et amélioré, à la fois par Hiller Aircraft et la De Lackner Company. Il existait deux modèles principaux : Le 1031-A-1 de l'ONR, puis le VZ-1 Pawnee, quelque-peu agrandi et produit en 1956 sur une demande de l'United States Army. Trois exemplaires de chacun des deux modèles furent produits, en tant que prototypes. Aucun ne fut par contre mis en production en série.
Le modèle de l'ONR, plus petit, utilisait deux moteurs à pistons Nelson H-59 de 44 ch (33 kW), couplés à leurs hélices par le biais d'une transmission d'hélicoptère modifiée construite par la Division « Puissance industrielle » de Hall-Scott. Le Pawnee, plus gros, faisait usage de trois de ces moteurs et possédait une « surface portante » plus importante, ses hélices étant plus grandes. Le « contrôle kinesthésique » n'avait aucune efficacité sur le Pawnee, et l'opérateur aux commandes devait à la place se tenir sur un siège et contrôler l'appareil avec des commandes de vol classiques d'hélicoptère.

## Tests et évaluation
En raison des phénomènes aérodynamiques créés dans le carénage pendant que les rotors étaient en mouvement, la plateforme était dynamiquement stable, même si le pilote et le centre de gravité de l'appareil étaient placés assez haut. Lors des tests, les prototypes se comportèrent bien, mais l'US Army les jugea peu pratiques en tant que véhicules de combat, en raison de leur petite taille, de leur vitesse de déplacement limitée, et du fait qu'ils volaient presque uniquement grâce à l'effet de sol.

## Exemplaires préservés
Deux des six prototypes existent encore de nos jours (2025), les deux étant des modèles 1031-A-1 de l'ONR. Un est situé au musée d'aviation Hiller à San Carlos, en Californie, tandis que l'autre est exposé au Centre Steven F. Udvar-Hazy du National Air and Space Museum à Chantilly, en Virginie. Ce dernier était précédemment loué au Pima Air and Space Museum.
Une réplique de la plateforme 1031 est exposée à l'Evergreen Aviation & Space Museum à McMinnville, dans l'Oregon.

## Galerie photographique

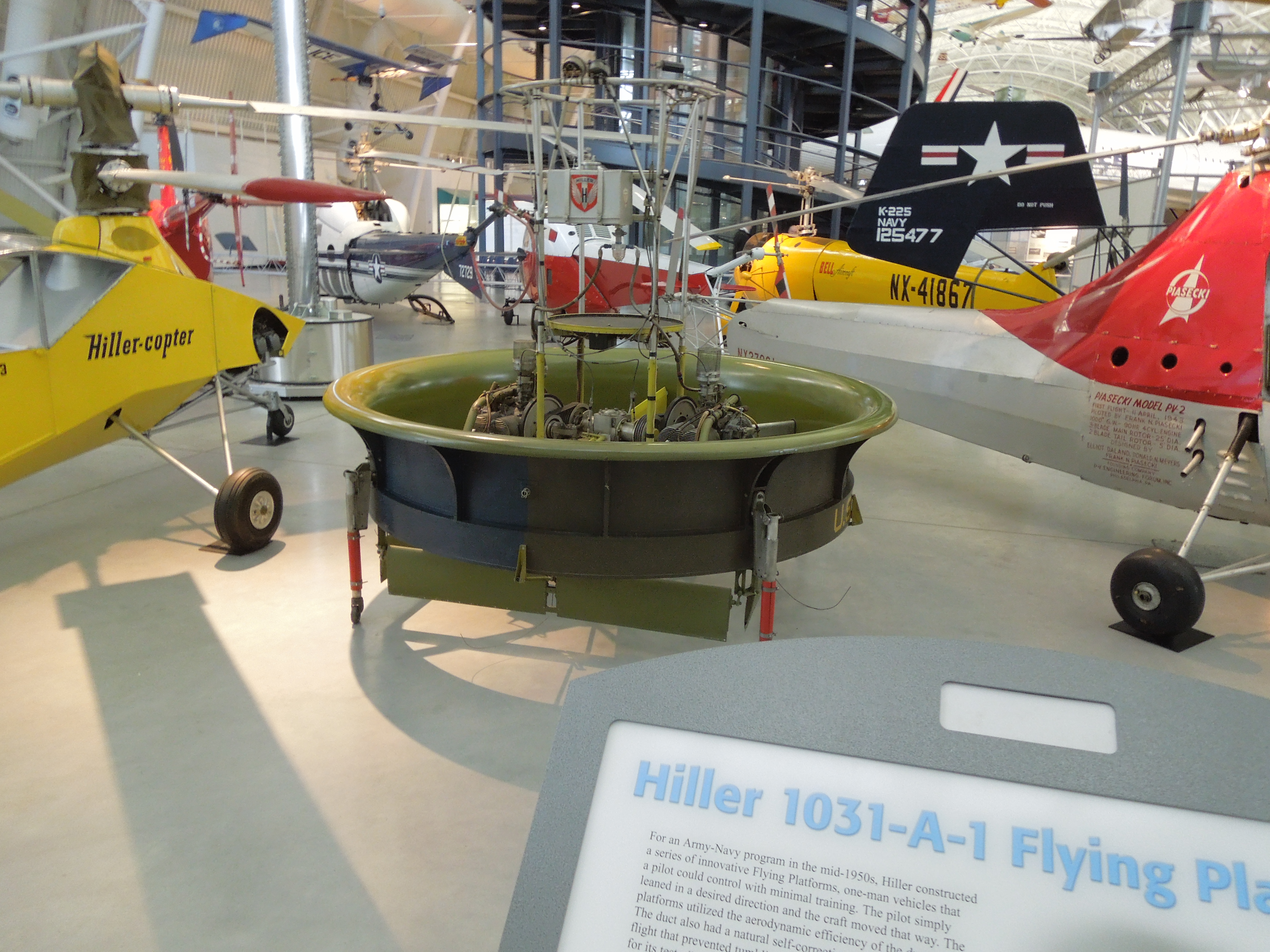
Hiller 1031-A-1 au Centre Steven F. Udvar-Hazy.
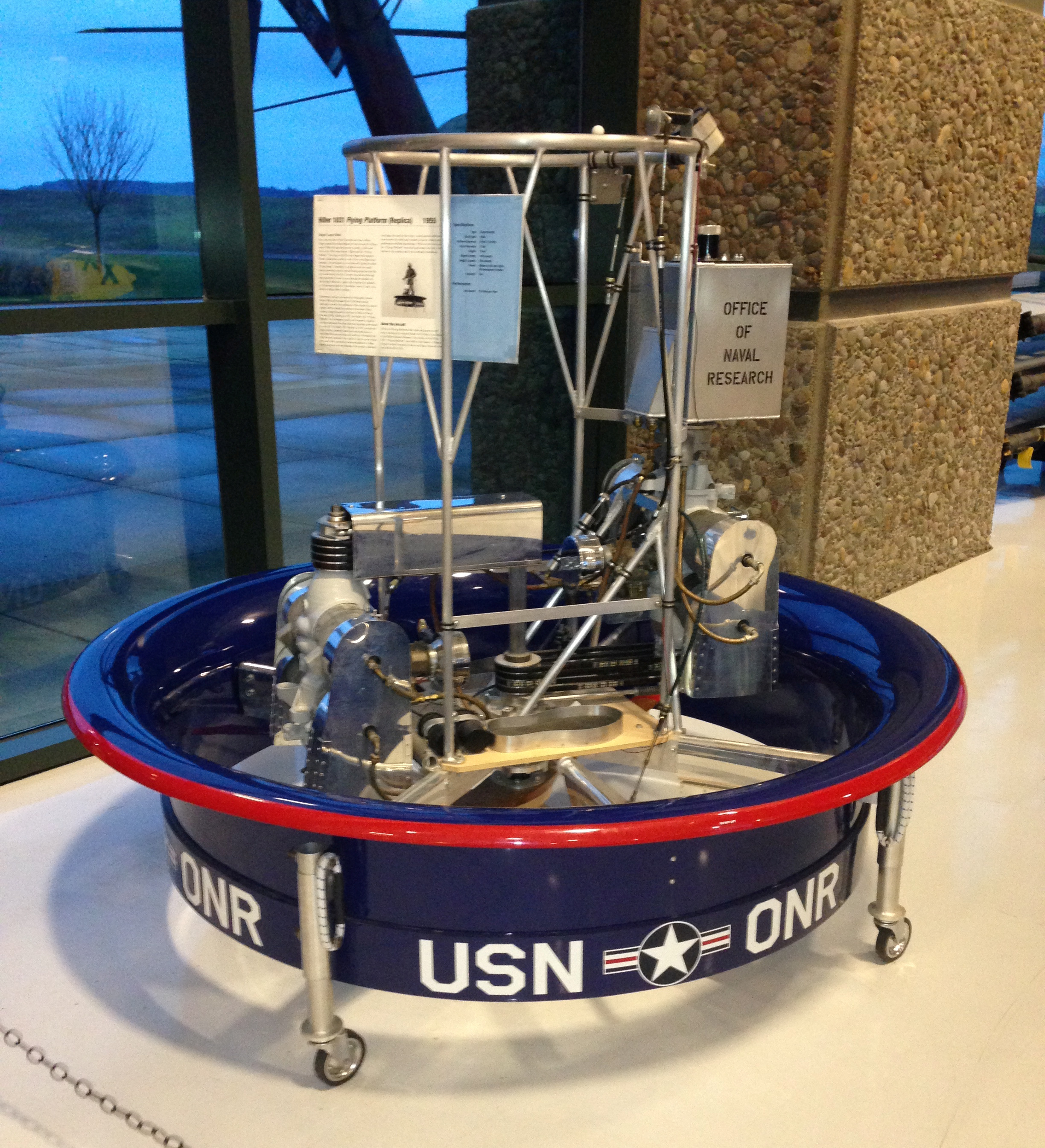
Reproduction de la plateforme volante Hiller 1031, construite par Ken Spence de Bend, dans l'Oregon, en 2006.
- Affiche décrivant la reproduction du Hiller 1031 exposé à l'Evergreen Aviation & Space Museum.

## Spécifications techniques (modèle1031-A-1)
Données de National Air and Space Museum, 1955 Hall-Scott Industrial Power Division Annual Report.
Caractéristiques générales
- Équipage : 1 soldat/pilote
- Charge utile : 84 kg
- Longueur : 2,54 m
- Hauteur : 2,13 m
- Masse à vide : 167,8 kg
- Masse maximale au décollage : 251,7 kg
- Moteur : 2   moteurs deux-temps à cylindres à plat opposés refroidis par air Nelson H-56 de 40 ch (30 kW)   chacun
- Diamètre rotors : 2,13 m
- Hélices : Deux hélices bipales contrarotatives en aluminium

 Performances 
- Vitesse maximale : 26 km/h
- Plafond : 10 m

Armement

- Équipement personnel du pilote